# Day One (2015)
Day One é um filme de drama estadunidense de 2015 dirigido por Henry Hughes e escrito por Dawn DeVoe e Henry Hughes. Conta a história de uma mulher que em seu primeiro dia de trabalho no exército dos Estados Unidos é forçada a separar um bebê de sua mãe. Ele foi indicado ao Oscar de melhor curta-metragem em 2016.